# Château de Schönfels

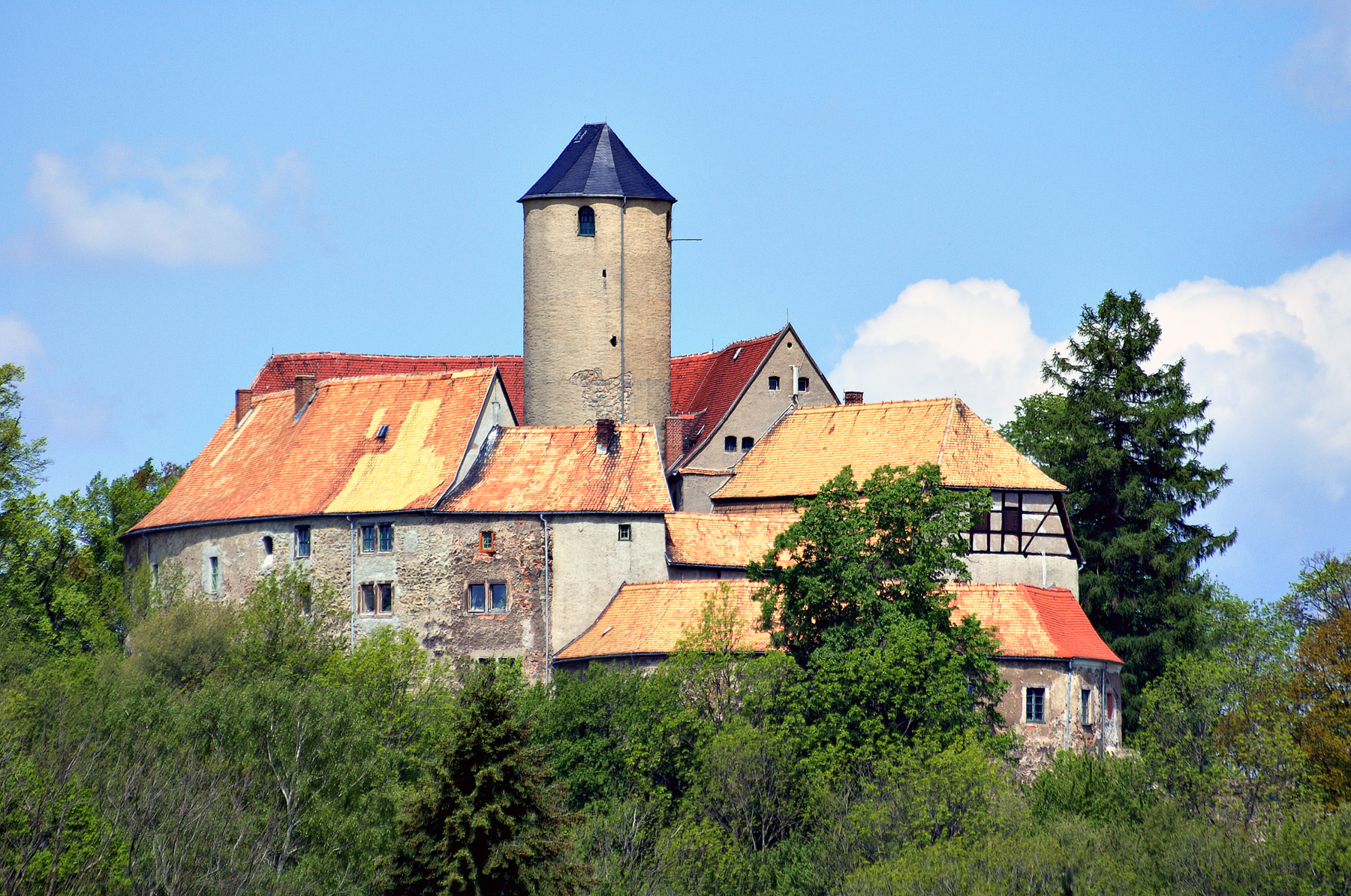
Vue du château de Schönfels

Le château de Schönfels (Burg Schönfels) est un château fort saxon situé dans le village de Schönfels de la municipalité de Lichtentanne dans l'arrondissement de Zwickau.

## Historique
Le château est bâti autour de 1180, comme point de défense de marches saxonnes du pays de la Pleisse. Il est cité dans les documents en 1225. Un siècle plus tard, en 1326, il est tenu par Henri II Reuss de Plauen qui le reçoit finalement en fief en 1349 du margrave Frédéric le Vaillant. Plus tard les terres de Schönfels sont aussi données aux Reuss en 1368. À la mrort d'Henri IV de Russe, le domaine passe aux margraves de Misnie (Meissen) en 1398 et le chevalier Dietrich de Planitz en est le bailli, ainsi que du village de Werdau, suivi en 1421 de Caspar de Wolfersdorf.Les terres font partie des possessions des Wettin de la branche ernestine en 1485 et après leur capitulation en 1547 de la branche albertine.
Leonhard von Milckau achète Schönfels en 1583. Le domaine passe ensuite à la famille von Carlowitz de 1649 à 1721 qui le vend à Ulrich von Groß qui le vend à son tour en 1725 à Georg Heinrich von Bärenstein. Il passe ensuite en 1742 à Carl Christian von Dieskau et enfin en 1770 à la famille von Römer-Rauenstein qui le garde jusqu'à son expulsion en 1945.
Le château appartient depuis 1995 à la municipalité de Lichtentanne qui y organise des concerts et des expositions. Il a été reconstruit en partie au XVe et au XVIIe siècle. La chapelle date du XVe siècle et contient un orgue de bois du XVIIIe siècle.

## Source
- (de) Cet article est partiellement ou en totalité issu de l’article de Wikipédia en allemand intitulé « Burg Schönfels » (voir la liste des auteurs).